# نیم‌گنبد

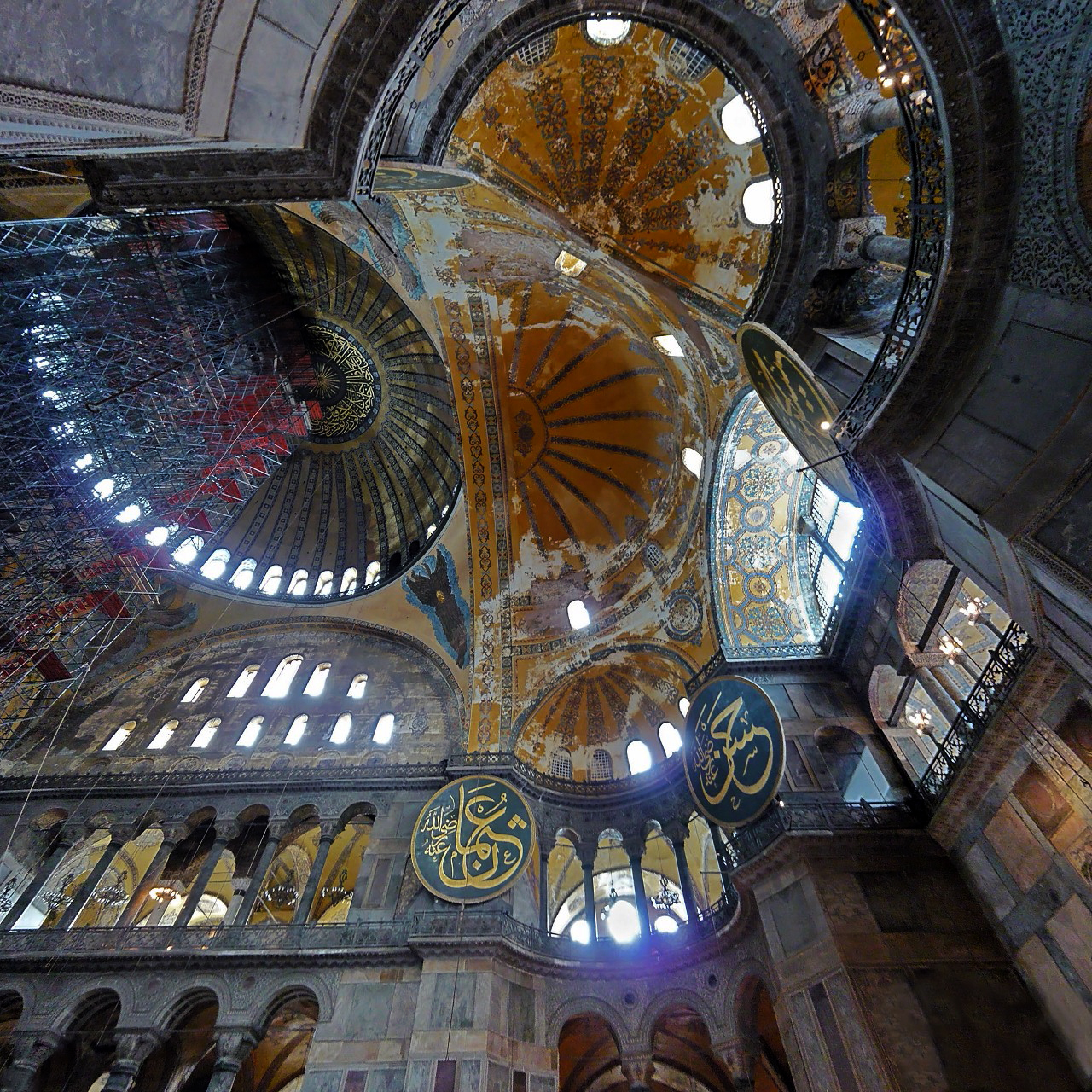
چینش نیم‌گنبدها بر روی هم در ایا صوفیه

در معماری، نیم‌گنبد (انگلیسی: Semi-dome) حجمی به شکل یک گنبد نصف شده است که فضایی نیم‌دایره را می پوشاند.